# Jan V (papież)
Jan V (ur. w Antiochii, zm. 2 sierpnia 686 w Rzymie) – 82. papież w okresie od 23 lipca 685 do 2 sierpnia 686.

## Życiorys
Był synem Cyriacusa, Syryjczykiem z Antiochii. Jako diakon, w 680 roku został jednym z trzech legatów papieskich wysłanych na Sobór konstantynopolitański III do Konstantynopola. W momencie wyboru na papieża był archidiakonem. Gdy został wybrany na Stolicę Piotrową, mógł być od razu konsekrowany, ponieważ cesarz bizantyński zrezygnował z zatwierdzenia. Nie cieszył się dobrym zdrowiem, większość trwającego nieco ponad rok pontyfikatu spędził w łóżku.
Uregulował stosunki prawne na Sardynii. W czasie gdy tamtejszy biskup Cagliari Citonatus wyświęcił biskupa bez zgody Rzymu, papież go suspensował, a następnie na synodzie, przywrócił na dawne stanowisko.
Zmarł w Rzymie, pochowano go w bazylice św. Piotra.